# Banatsko Aranđelovo
Banatsko Aranđelovo (izvirno srbsko Банатско Аранђелово; madžarsko Oroszlámos) je naselje v Srbiji, ki upravno spada pod Občino Novi Kneževac; slednja pa je del Severnobanatskega upravnega okraja.

## Demografija
V naselju, katerega izvirno (srbsko-cirilično) ime je Банатско Аранђелово, živi 1372 polnoletnih prebivalcev, pri čemer je njihova povprečna starost 41,7 let (39,3 pri moških in 44,1 pri ženskah). Naselje ima 631 gospodinjstev, pri čemer je povprečno število članov na gospodinjstvo 2,72.
Prebivalstvo je večinoma nehomogeno, a v času zadnjih treh popisov je opazno zmanjšanje števila prebivalcev.
|  |

| Demografija | Demografija     | Demografija     |
| Leto        | Št. prebivalcev | Št. prebivalcev |
| ----------- | --------------- | --------------- |
|             |                 |                 |
|             |                 |                 |
|             |                 |                 |
|             |                 |                 |
| 1948        | 3258            |                 |
| 1953        | 3133            |                 |
| 1961        | 3189            |                 |
| 1971        | 2710            |                 |
| 1981        | 2245            |                 |
| 1991        | 1912            | 1901            |
| 2002        | 1769            | 1718            |
|             |                 |                 |

| Etnična sestava po popisu iz leta 2002 | Etnična sestava po popisu iz leta 2002 | Etnična sestava po popisu iz leta 2002 | Etnična sestava po popisu iz leta 2002 | Etnična sestava po popisu iz leta 2002 |
| -------------------------------------- | -------------------------------------- | -------------------------------------- | -------------------------------------- | -------------------------------------- |
| Srbi                                   | Srbi                                   |                                        | 912                                    | 53,08%                                 |
| Madžari                                | Madžari                                |                                        | 456                                    | 26,54%                                 |
| Romi                                   | Romi                                   |                                        | 260                                    | 15,13%                                 |
| Jugoslovani                            | Jugoslovani                            |                                        | 16                                     | 0,93%                                  |
| Črnogorci                              | Črnogorci                              |                                        | 7                                      | 0,40%                                  |
| Hrvati                                 | Hrvati                                 |                                        | 5                                      | 0,29%                                  |
| Makedonci                              | Makedonci                              |                                        | 4                                      | 0,23%                                  |
| Albanci                                | Albanci                                |                                        | 2                                      | 0,11%                                  |
| Neznano                                | Neznano                                |                                        | 12                                     | 0,69%                                  |